# Coppa d'Asia 2006 (calcio femminile)
La Coppa d'Asia femminile 2006, nota anche come 2006 AFC Women's Asian Cup, è stata la quindicesima edizione della massima competizione asiatica di calcio femminile, organizzata con cadenza biennale dalla Asian Football Confederation (AFC). Il torneo, che nella sua fase finale ha visto confrontarsi nove nazionali, si è disputato in Australia dal 16 al 30 luglio 2006.
Il torneo ha avuto valenza anche di qualificazione al campionato mondiale di Cina 2007, al quale si qualificano direttamente le prime due classificate mentre la terza accede allo spareggio AFC-CONCACAF.
Il torneo è stato vinto dalla Cina per l'ottava volta nella sua storia sportiva, superando in finale l'Australia, padrona di casa, ai tiri di rigore.

## Stadi
Gli incontri del torneo vennero disputati in due stadi, entrambi situati ad Adelaide.
| Adelaide | Adelaide          | Adelaide              |
| -------- | ----------------- | --------------------- |
| Adelaide | Hindmarsh Stadium | Marden Sports Complex |
| Adelaide | Capacità: 16 500  | Capacità: 6 000       |
| Adelaide |                   |                       |

## Qualificazioni
Al torneo sono ammesse direttamente senza passare attraverso le qualificazioni le prime quattro squadre dell'edizione 2003, rispettivamente Corea del Nord, Cina, Corea del Sud e Giappone, oltre all'Australia padrona di casa.
Le restanti quattro squadre sono ammesse attraverso le qualificazioni, che si sono svolte dal 12 al 20 giugno 2005. Le 12 squadre partecipanti alle qualificazioni sono state sorteggiate in due fasi, la prima divisa in quattro gironi all'italiana con incontri in gara unica, la seconda in sfide ad eliminazione diretta nelle quali le prime classificate della prima fase si scontravano con le seconde classificate. Le nazionali vincitrici dei rispettivi incontri sono state ammesse alla fase finale del torneo.

## Squadre partecipanti
| Pr. | Squadra        | Data di qualificazione certa | Partecipante in quanto                                         | Ultima presenza |
| --- | -------------- | ---------------------------- | -------------------------------------------------------------- | --------------- |
| 1   | Corea del Nord | 14 giugno 2003               | Campione dell'edizione 2003                                    | Thailandia 2003 |
| 2   | Cina           | 13 giugno 2003               | Seconda nell'edizione 2003                                     | Thailandia 2003 |
| 3   | Corea del Sud  | 12 giugno 2003               | Terza nell'edizione 2003                                       | Thailandia 2003 |
| 4   | Giappone       | 15 giugno 2003               | Quarta nell'edizione 2003                                      | Thailandia 2003 |
| 5   | Australia      | Sconosciuta                  | Rappresentativa della nazione organizzatrice della fase finale | India 1980      |
| 6   | Vietnam        | 19 giugno 2005               | Vincitrice del secondo round di qualificazione                 | Thailandia 2003 |
| 7   | Taipei cinese  | 19 giugno 2005               | Vincitrice del secondo round di qualificazione                 | Thailandia 2003 |
| 8   | Birmania       | 20 giugno 2005               | Vincitrice del secondo round di qualificazione                 | Thailandia 2003 |
| 9   | Thailandia     | 20 giugno 2005               | Vincitrice del secondo round di qualificazione                 | Thailandia 2003 |

## Fase a gruppi

### Gruppo A

#### Classifica
| Pos. | Squadra       | Pt | G | V | N | P | GF | GS | DR  |
| ---- | ------------- | -- | - | - | - | - | -- | -- | --- |
| 1.   | Giappone      | 9  | 3 | 3 | 0 | 0 | 17 | 1  | +16 |
| 2.   | Cina          | 6  | 3 | 2 | 0 | 1 | 4  | 1  | +3  |
| 3.   | Vietnam       | 3  | 3 | 1 | 0 | 2 | 1  | 7  | -6  |
| 4.   | Taipei cinese | 0  | 3 | 0 | 0 | 3 | 1  | 14 | -13 |

#### Risultati
| Arbitro: | Pannipar Kamnueng |

|                         |           |  |
| Han Duan 11’ Pu Wei 64’ | Marcatori |  |

| Arbitro: | Tammy Ogston |

|                                               |           |  |
| Sawa 39’, 52’ Sakaguchi 65’, 78’ Nagasato 81’ | Marcatori |  |

| Arbitro: | Ri Hong-sil |

|                                                                                         |           |                  |
| Ōno 9’ Nagasato 29’, 33’, 46’, 71’, 90+2’ Sawa 38’, 80’ Sakaguchi 48’, 89’ Yanagita 68’ | Marcatori | 35’ Hsieh I-ling |

| Arbitro: | Hong Eun-ah |

|  |           |                    |
|  | Marcatori | 20’, 58’ Ma Xiaoxu |

| Arbitro: | Tammy Ogston |

|  |           |            |
|  | Marcatori | 18’ Miyama |

| Arbitro: | Ri Hong-sil |

|  |           |                       |
|  | Marcatori | 70’ Vũ Thị Huyền Linh |

### Gruppo B

#### Classifica
| Pos. | Squadra        | Pt | G | V | N | P | GF | GS | DR  |
| ---- | -------------- | -- | - | - | - | - | -- | -- | --- |
| 1.   | Corea del Nord | 10 | 4 | 3 | 1 | 0 | 13 | 0  | +13 |
| 2.   | Australia      | 10 | 4 | 3 | 1 | 0 | 11 | 0  | +11 |
| 3.   | Corea del Sud  | 6  | 4 | 2 | 0 | 2 | 14 | 6  | +8  |
| 4.   | Thailandia     | 3  | 4 | 1 | 0 | 3 | 2  | 26 | -24 |
| 5.   | Birmania       | 0  | 4 | 0 | 0 | 4 | 2  | 10 | -8  |

#### Risultati
| Arbitro: | Huijun Niu |

|                       |           |                   |
| Daw My Nilar Htwe 60’ | Marcatori | 34’, 55’ Pitsamai |

| Arbitro: | Bentla D'Coth |

|                                                          |           |  |
| Shin Sun-nam 30’ (aut.) Walsh 66’ Munoz 75’ De Vanna 87’ | Marcatori |  |

| Arbitro: | Mayumi Oiwa |

|  |           | |
|  | Marcatori | 8’, 34’ Ri Kum-suk 31’ Ri Un-suk 36’, 73’ Kim Than-sil 43’ Ho Sun-hui 59’ Jo Yun-mi 67’, 87’ Kim Yong-ae |

| Arbitro: | Dongqing Zhang |

|  |           |                          |
|  | Marcatori | 31’ Shipard 77’ De Vanna |

| Arbitro: | Bentla D'Coth |

|                                    |           |  |
| Ri Un-suk 23’, 37’ Ri Un-gyong 85’ | Marcatori |  |

| Arbitro: | Huijun Niu |

| |           |  |
| Cha Yun-hee 30’, 44’ Jung Jung-suk 39’, 50’, 71’, 80’, 83’, 86’ Kim Joo-hee 42’ Kim Jin-hee 69’ Jung Sey-hwa 87’ | Marcatori |  |

| Arbitro: | Dongqing Zhang |

|                                                  |           |                       |
| Kim Joo-hee 7’ Jin Suk-hee 35’ Jung Jung-suk 64’ | Marcatori | 90’ Aye Nandar Hlaing |

| Adelaide 22 luglio 2006, ore 19:00 | Australia   | 0 – 0 | Corea del Nord | Hindmarsh Stadium (4 000 spett.)\| Arbitro: \| Mayumi Oiwa \| |
| Arbitro:                           | Mayumi Oiwa |       |                |                                                               |

| Arbitro: | Hong Eun-ah |

|  |           |                                                         |
|  | Marcatori | 3’ Ferguson 27’ Burgess 53’ Walsh 62’ Gill 81’ De Vanna |

| Arbitro: | Pannipar Kamnueng |

|                 |           |  |
| Kim Yong-ae 76’ | Marcatori |  |

## Fase a eliminazione diretta

### Tabellone
|  | Semifinali | Semifinali     | Semifinali |           |            | Finale          | Finale          | Finale          |  |
|  |            |                |            |           |            |                 |                 |                 |  |
|  | 1A         | Cina           | 1          |           |            |                 |                 |                 |  |
|  | 1A         | Cina           | 1          |           |            |                 |                 |                 |  |
|  | 2B         | Corea del Nord | 0          |           |            |                 |                 |                 |  |
|  | 2B         | Corea del Nord | 0          |           | Cina (dtr) | Cina (dtr)      | 2 (4)           |                 |  |
|  |            |                |            |           | Cina (dtr) | Cina (dtr)      | 2 (4)           |                 |  |
|  |            |                | Australia  | Australia | 2 (2)      |                 |                 |                 |  |
|  | 1B         | Australia      | Australia  | Australia | 2 (2)      | 2               |                 |                 |  |
|  | 1B         | Australia      |            |           |            | 2               |                 |                 |  |
|  | 2A         | Giappone       | 0          |           |            | Finale 3º posto | Finale 3º posto | Finale 3º posto |  |
|  | 2A         | Giappone       | 0          |           |            |                 |                 |                 |  |
|  |            |                |            |           |            |                 |                 |                 |  |
|  |            |                |            |           |            | Corea del Nord  | Corea del Nord  | 3               |  |
|  |            |                |            |           |            | Corea del Nord  | Corea del Nord  | 3               |  |
|  |            |                |            |           |            | Giappone        | Giappone        | 2               |  |

### Semifinali
| Arbitro: | Jenny Palmqvist |

|                      |           |  |
| Munoz 10’ Peters 45’ | Marcatori |  |

| Arbitro: | Anna De Toni |

|               |           |  |
| Ma Xiaoxu 58’ | Marcatori |  |

### Finale terzo posto
| Arbitro: | Tammy Ogston |

|                       |           |                                    |
| Andō 43’ Nagasato 89’ | Marcatori | 23’ Ri Un-suk 33’, 39’ Ri Un-gyong |

### Finale
| Arbitro: | Sachiko Baba |

|                                  |                      |                                  |
| Munoz 29’ Peters 33’             | Marcatori            | 68’ Han Duan 73’ Ma Xiaoxu       |
| McCallum Shipard Peters Ferguson | Tiri di rigore 2 – 4 | Ma Xiaoxu Bi Yan Li Jie Han Duan |

## Statistiche

### Classifica marcatrici
7 reti
- Jung Jung-suk
- Yūki Nagasato

4 reti
- Ma Xiaoxu
- Ri Un-suk
- Homare Sawa
- Mizuho Sakaguchi

3 reti
- Caitlin Munoz
- Lisa De Vanna
- Kim Yong-ae
- Ri Un-gyong

2 reti
- Joanne Peters
- Sarah Walsh
- Han Duan
- Kim Than-sil
- Ri Kum-suk
- Cha Yun-hee
- Kim Joo-hye
- Pitsamai Sornsai

1 rete
- Alicia Ferguson
- Joanne Burgess
- Kate Gill
- Sally Shipard
- Pu Wei
- Ho Sun-hui
- Jo Yun-mi
- Jin Suk-hee
- Jung Sey-hwa
- Kim Jin-hee
- Aya Miyama
- Miyuki Yanagita
- Kozue Andō
- Shinobu Ōno
- Aye Mandar Hliang
- Daw My Nilar Htwe
- Hsieh I-ling
- Vũ Thị Huyền Linh

autoreti
- Shin Sun-nam (in favore dell'Australia)